# Henry Malherbe
Pour les articles homonymes, voir Malherbe.
Henry Malherbe , né le 4 février 1887 à Bucarest et mort à Paris le 7 mars 1958, est un journaliste et écrivain français, lauréat du prix Goncourt en 1917.

## Biographie
Henry Émile Hermann Malherbe, également connu sous le pseudonyme d'Henry Croisilles, a été critique musical et littéraire au quotidien Le Temps entre 1910 et 1936, et collabora à de nombreux journaux et revues : L'Illustration, Excelsior, Le Journal, L'Intransigeant, Paris-Soir, Le Petit Parisien, Le Mercure de France.
Secrétaire général de l'Opéra-Comique (1913-1924), naturalisé le 24 mars 1914, il prend part à la Première Guerre mondiale en tant qu'engagé volontaire le 21 août 1914 à la mairie du 1er arrondissement. Il est alors affecté comme simple soldat au 59e régiment d'artillerie. Promu au grade d'aspirant (1915), de sous-lieutenant (1916) puis de lieutenant de réserve (1918), il est successivement affecté au 16e puis au 212e régiment d'artillerie. Il est blessé légèrement à trois reprises en 1916 et deux fois intoxiqué par le gaz en 1917 et 1918. Décoré de la Croix de guerre et fait chevalier de la Légion d'honneur le 16 octobre 1919, il est mis en congé de démobilisation le 18 septembre 1919. Il fut ensuite promu officier (1923) puis commandeur de la Légion d'honneur (1953).
En 1917, il reçoit le prix Goncourt pour son livre La Flamme au poing. Lucien Descaves, membre du jury, raconte dans ses souvenirs : « Je ris encore de l'effarement de Léon Daudet qui, ne sachant pas que Malherbe était Israélite, avait voté pour lui ! »[source insuffisante].
Entre 1927 et 1935, il est avec Henry de Jouvenel l'un des deux directeurs de La Revue des vivants.
En 1928, il donne une longue préface au livre La Biffe, récit de guerre écrit par Jacques Meyer, ancien combattant comme lui.
Il revient à l'Opéra-Comique de Paris comme directeur durant deux ans à partir de 1946.
Ancien président de l’Association des écrivains combattants, il a donné son nom à une distinction littéraire délivrée par cette association, le prix Henri-Malherbe, créé en 1953 pour récompenser un essai.

## Œuvre
- 1912 : Paul Hervieu, E. Sansot éditeur
- 1917 : La Flamme au poing, Albin Michel, Prix Goncourt 1917.
- 1920 : Le Jugement dernier, Éditions de la Sirène.
- 1934 : La Rocque : un chef, des actes, des idées, Librairie Plon.
- 1937 : La Passion de la Malibran, Albin Michel.
- 1938 : Richard Wagner révolutionnaire, Albin Michel.
- 1945 : Aux États-Unis, printemps du monde, Albin Michel.
- 1949 : Franz Schubert, son amour, ses amitiés, Albin Michel.
- 1951 : Carmen, Albin Michel.